# ماریتا باروویر
ماریتا باروویر (به انگلیسی: Marietta Barovier)، یک هنرمند شیشه‌گر ونیزی در قرن ۱۵ بود.
او دختر هنرمند شیشه‌گر آنجلو باروویر (Angelo Barovièr) از مورانو، مخترع شیشه کریستالو بود. ماریتا و برادرش، جیووانی (Giovanni) کارگاه خانوادگی را در سال ۱۴۶۰به ارث بردند. او این کارگاه را با همکاری برادرش مدیریت کرد. از چهارده نقاش شیشه‌ای متخصص (pictori) که بین سال‌های ۱۴۴۳ و ۱۵۱۶ ثبت شده‌اند، او و النا د لاودو (Elena de Laudo) تنها زن بودند.
کار او را نمی‌توان به وضوح شناسایی کرد. شناخته شده است که وی هنرمند طراح مهره شیشه‌ای خاص، شِورون از مورانوی ونیزی در سال ۱۴۸۰ بوده است. در سال ۱۴۸۷ ذکر شد که به او این امتیاز داده شد که کوره مخصوصی (sua fornace parrula) برای ساخت «آثار زیبا، غیرمعمول و بدون دمیدن او» بسازد.
او در سال ۱۴۹۶ در فهرستی به همراه برادرش دربارهٔ گروهی از شیشه‌های لعابی یاد شده است.